# مات غوردون
مات غوردون (بالإنجليزية: Mat Gordon)‏ (ولد في 1 أبريل 1983) هو عارض أزياء كندي يعيش في نيويورك.

## سيرة
ولد مات في ألبرتا جنوب غرب كندا، في عام 2004 أكتُشِف مات من قبل وكيل بوكالة عارضين أزياء في حفل أقيم في مسقط رأسه، بدأ عندها مات في العمل لدى وكالة محلية، حتى عام 2007، عندما انتقل إلى نيويورك. في ذات العام تعاقد غوردن مع إدارة «دي إن أي» للعارضين.
في سنة 2007، وقع غوردن عقدًا مع غوتشي فلورنسا (جدد في 2008)،) الأمر الذي جعله يعرض مجموعة موسم خريف وشتاء غوتشي جنبًا إلى جنب مع زميلته ناتاشا بولي. في يونيو/حزيران أفتتح وختم عروض أزياء غوتشي وفيرزاتشي، وفي سنة 2008 أصبح مات وجهًا لتومي هولفيغر وإيرمانيجلدو زيجنا. وأدى جلسة تصوير للمصور كارل لاغرفيلد، حيث كان مات جنبًا إلى جنب مع كلوديا شيفر لغلاف مجلة نوميرو.
وقدم عروضًا لدور بوتيغا فينيتا، فيرزاتشي، روبرتو كافالي، وهيرميس. وأصبح وجه عطر باكو رابان من إتش أند أم. قدرت مجلة فوربس سنة 2008 أن غوردن هو خامس عارضي الأزياء كسبًا في العالم. فيما ارتفع إلى الترتيب الثاني في العام التالي.